# Ferenc Berkes
Ferenc Berkes (Baja, 8 agosto 1985) è uno scacchista ungherese.
Conseguì il titolo di Grande maestro nel 2002, dopo aver vinto il Campionato del mondo U18 di Heraklio in Grecia.
Otto volte vincitore del Campionato ungherese (2004, 2007, 2010, 2012, 2013, 2014, 2016 e 2018).
Ha partecipato con la nazionale ungherese a sette olimpiadi degli scacchi dal 2004 al 2012 e dal 2016 al 2018, vincendo una medaglia di bronzo individuale alle olimpiadi di Dresda 2008.
Ha raggiunto il più alto rating FIDE in settembre 2011, con 2 706 punti Elo, 3º ungherese e 41º al mondo.
Altri risultati:
- 1999: vince con 11/11 a Graz il campionato europeo rapid U14;[3]
- 2004: 4º-16º nell'Open Aeroflot di Mosca;
- 2008: terzo nel Gyorgy Marx Memorial di Paks, vinto da Maxime Vachier-Lagrave;[4]
- 2009: secondo nel Lake Sevan Open di Martuni, vinto dal GM armeno Arman Pashikian;[5]
- 2011: partecipa alla Coppa del Mondo di Chanty-Mansijsk, ma viene eliminato nel secondo turno dal GM ucraino Zachar Jefimenko;
- 2012: secondo dietro a Kiril Georgiev nel Karposh Open di Skopje;[6]
- 2014: in settembre-ottobre è terzo nell'open di Baku (vinto da Ernesto Inarkiev);[7]
- 2017: in gennaio ha vinto la Khazar Cup a Rasht.[8] In agosto ha vinto il torneo open di Schwarzach.[9]